# Eygues
Eygues – rzeka we Francji, przepływająca przez tereny departamentów Drôme, Alpy Wysokie i Vaucluse, o długości 114,2 km. Stanowi dopływ rzeki Rodan.